# Conselho Internacional do Desporto Militar
O Conselho Internacional do Desporto Militar, conhecido pela sigla CISM (do francês Conseil International du Sport Militaire) é uma organização transnacional, com sede em Bruxelas, criada em 1948, com a finalidade de fomentar a paz e a amizade, entre os militares por meio do desporto, sendo atualmente composto pela reunião de 127 países de quatro continentes.
Organiza a disputa de Campeonatos Militares Mundiais, Continentais e Regionais de várias modalidades desportivas.
Tem como lema a frase Friendship through Sport, ou seja, Amizade por meio do desporto.

## História
Após a primeira guerra mundial, o Alan  Pershing organizou os primeiros jogos desportivos entre as forças aliadas.
Em 1919, mil e quinhentos atletas militares competiram em vinte e quatro diferentes desportos, em Joinville, nos subúrbios de Paris.
Com a realização destes jogos procurava-se que os militares lutassem em campos desportivos em vez de campos de batalha e que esse convívio e amizade gerada, através da competição, fosse contribuir directamente para o fim das guerras.
Essa ideia rapidamente caiu em esquecimento. Mas, passados alguns anos nova hecatombe caiu sobre a Europa – A segunda guerra mundial.
Em 1946, no final da guerra, com o mesmo objectivo, foi organizado um encontro de atletismo, em Berlim, entre as forças aliadas. Em Maio do mesmo ano, foram nomeados o Coronel Debrus e o Major Mollet para formaram o Conselho dos Desportos das Forças Aliadas.
Infelizmente, por causa de discordâncias políticas, esse Conselho foi extinto em 1947.
Mas o ideal não morreu. Em 18 de Fevereiro de 1948, os mesmos oficiais, durante um encontro de Esgrima, realizado em Nice, em que participaram militares da Bélgica, Dinamarca, França, Luxemburgo e da Holanda, criaram o Conselho Internacional do Desporto Militar (CISM), tornando-se, assim, os países fundadores da organização.
Gradualmente vários países foram aderindo à organização. Em 1954, Portugal tornou-se o décimo oitavo membro da organização.
Os países pertencentes ao Pacto de Varsóvia tinham no seu seio uma organização similar, o SKDA. Mas só, com o terminar da guerra-fria e com a adesão dos países do leste europeu, o CISM atingiu a universalidade e foi reconhecido por diversas instituições internacionais, das quais se destaca o Comité Olímpico Internacional (COI).
Outro facto importante, que marca o carácter universal do CISM, foi a realização dos I Jogos Mundiais Militares, realizados Roma, em 1995.
Hoje em dia, o CISM faz disputar vários campeonatos mundiais militares de diversas modalidades desportivas tornando-se uma das maiores instituições desportivas mundiais.

## Estrutura do CISM
O órgão máximo da organização é a Assembleia-Geral onde tem assento todos os chefes das delegações dos países pertencentes.
Além de outros assuntos, é essa assembleia que vota na nomeação do Presidente, dos Vice-Presidentes continentais (Europa, Américas, África e Ásia) e do Secretário-Geral.
Esse comité director tem agregado os Oficiais de Ligação e as Comissões.
Os Oficiais de Ligação, dependem do Vice-Presidente para o respectivo continente e tem como funções:
- Promover o CISM nas suas regiões;
- Organizar o calendário desportivo regional;
- Aplicar as disposições da Assembleia-Geral do CISM na região sob o seu controlo.

As Comissões são órgãos de consulta sobre determinadas matérias: Comissão dos Regulamentos, da Medicina Desportiva, do Planeamento ou Planejamento, da mulher do CISM, etc.
Além destes órgãos, por cada modalidade desportivo objecto de competição funcionam os respectivos Comités Técnicos, formados por especialistas de diferentes países, que são responsáveis pela administração, desenvolvimento e regulamentação técnica dessa modalidade desportiva.

## Objectivos do CISM
Tem dois objetivos principais: O desporto e a solidariedade.
O desporto como meio para fomentar a paz, a amizade e o conhecimento entre militares de diversas regiões do mundo.
A solidariedade como forma de cooperação entre países mais e os menos desenvolvidos por intermédio de várias ações, como: cedência de equipamento desportivo, cursos de iniciação e de desenvolvimento de actividades desportivas, etc.

## Campeonatos Mundiais Militares
Anualmente, organiza cerca de vinte campeonatos.
- Desportos essencialmente militares: pentatlo militar, pentatlo naval e pentatlo aeronáutico, pára-quedismo e Tiro

- Desportos coletivos: handebol, basquetebol, futebol e voleibol

- Desportos individuais: atletismo,cross-country, ciclismo, equitação, golfe, pentatlo moderno, esqui, triatlo, vela, natação e orientação.

- Desportos de combate: boxe, esgrima, judô, luta livre, e taekwondo.

## Jogos Mundiais Militares
De quatro em quatro anos realizam-se os Jogos Mundiais Militares onde são incluídas diversas modalidades desportivas, semelhante aos Jogos Olímpicos.
- 1995 - I Jogos Mundiais Militares, em Roma, Itália
- 1999 - II Jogos Mundiais Militares, em Zagreb, Croácia
- 2003 - III Jogos Mundiais Militares, na Catânia, Itália
- 2007 - IV Jogos Mundiais Militares, em Hyderabad, Índia
- 2011 - V Jogos Mundiais Militares, no Rio de Janeiro, Brasil.

## Países de língua oficial portuguesa, membros do CISM
Portugal, Brasil, Angola, Cabo Verde e Guiné-Bissau

## Portugal e o CISM
Os delegados e o chefe da delegação portuguesa para o CISM têm assento na Comissão de Educação Física e Desporto Militar, dependente da Direcção de Pessoal e Recrutamento Militar, do Ministério da Defesa Nacional.
Portugal já organizou alguns Campeonatos Mundiais Militares:
- 1956 – XI Campeonato Mundial Militar de Futebol, em Lisboa;
- 1958 – XIII Campeonato Mundial Militar de Futebol, em Lisboa;
- 1971 – V Campeonato Mundial Militar de Pára-quedismo, em Sintra;
- 1984 – V Campeonato Mundial Militar de Equitação, em Mafra;
- 1985 – XXXIV Campeonato Mundial Militar de Corta-Mato, nas Açoteias;
- 1986 – XXXVI Campeonato Mundial Militar de Tiro, na Ota;
- 2001 – XXXIV Campeonato Mundial Militar de Orientação, em Beja.

Individualmente ou colectivamente foram ganhas nos Campeonatos Mundiais Militares, as seguintes distinções:
- 11 medalhas de ouro.
- 16 medalhas de prata.
- 18 medalhas de bronze.